# Katianira
Katianira är ett släkte av kräftdjur. Katianira ingår i familjen Katianiridae.
Kladogram enligt Catalogue of Life:
| Katianira | \| \| Katianira acarina \| \| \| \| \| \| Katianira bilobata \| \| \| \| \| \| Katianira chelifera \| \| \| \| \| \| Katianira platyura \| \| \| \| \| \| Katianira setifera \| \| \| \| |
|           | \| \| Katianira acarina \| \| \| \| \| \| Katianira bilobata \| \| \| \| \| \| Katianira chelifera \| \| \| \| \| \| Katianira platyura \| \| \| \| \| \| Katianira setifera \| \| \| \| |
|           | Natalianira |
|           | |
|           | Katianira acarina |
|           | |
|           | Katianira bilobata |
|           | |
|           | Katianira chelifera |
|           | |
|           | Katianira platyura |
|           | |
|           | Katianira setifera |
|           | |

|  | Katianira acarina   |
|  |                     |
|  | Katianira bilobata  |
|  |                     |
|  | Katianira chelifera |
|  |                     |
|  | Katianira platyura  |
|  |                     |
|  | Katianira setifera  |
|  |                     |